# Diva Zappa
Diva Zappa (* jako Diva Thin Muffin Pigeen Zappa; 30. července 1979, Los Angeles, Kalifornie, Spojené státy americké) je americká umělkyně, podnikatelka, herečka a hudebnice. Její rodiče byli Frank a Gail Zappa, byla jejich posledním potomkem.